# دی-۲ (میکس‌تیپ)
دی-۲ (به انگلیسی: D-2) دومین میکس‌تیپ رپر کره‌ای آگوست دی (شوگا عضو گروه بی‌تی‌اس) است که در ۲۲ مهٔ ۲۰۲۰ منتشر شد. این میکس‌تیپ شامل ده قطعه می‌باشد.

## فهرست ترانه‌های
جزئیات برگرفته از اپل میوزیک و کتابچهٔ دیجیتالی منتشرشده توسط بیگ هیت اینترتینمنت است.
| شماره | نام                                | نویسنده(ها)                       | تهیه‌کننده(ها)                   | مدت  |
| ----- | ---------------------------------- | --------------------------------- | ------------------------------- | ---- |
| ۱.    | «مهتاب»                            | آگوست دی گاست‌لوپ                  | آگوست دی گاست لوپ               | ۲:۴۴ |
| ۲.    | «دچیتا»                            | آگوست دی ال کاپیتان               | آگوست دی ال کاپیتان             | ۳:۴۶ |
| ۳.    | «تو چی فکر می‌کنی؟»                 | آگوست دی ال کاپیتان گاست‌لوپ       | ال کاپیتان گاست‌لوپ              | ۳:۰۳ |
| ۴.    | «عجیب» (به‌همراه آر ام)             | آگوست دی ال کاپیتان گاست‌لوپ آر ام | ال کاپیتان گاست‌لوپ              | ۳:۱۷ |
| ۵.    | «۲۸» (به‌همراه نیوا)                | آگوست دی ال کاپیتان هیس نویز      | ال کاپیتان هیس نویز             | ۲:۱۴ |
| ۶.    | «بسوزون» (به‌همراه مکس)             | آگوست دی گاست‌لوپ مکس              | آگوست دی گاست‌لوپ                | ۳:۱۳ |
| ۷.    | «مردم»                             | آگوست دی پی‌داگ                    | آگوست دی پی‌داگ                  | ۳:۱۷ |
| ۸.    | «هونسول»                           | آگوست دی پی‌داگ                    | آگوست دی پی‌داگ                  | ۳:۴۰ |
| ۹.    | «میانه: آزادم کن»                  | آگوست دی پی‌داگ                    | آگوست دی پی‌داگ                  | ۲:۲۱ |
| ۱۰.   | «دوست عزیزم» (به‌همراه کیم جونگ‌وان) | آگوست دی ال کاپیتان کیم جونگ‌وان   | آگوست دی ال کاپیتان کیم جونگ‌وان | ۴:۵۳ |

## واژه‌نامه
1. ↑  Moonlight, 저 달; Jeo dal [lit. "This Moon"]
2. ↑  Daechwita, 대취타
3. ↑  What Do You Think?, 어떻게 생각해; Eotteoke saenggakae
4. ↑  Strange, 이상하지 않은가; Isanghaji aneunga [lit. "Isn't It Strange"]
5. ↑  28, 점점 어른이 되나봐; Jeomjeom eoreuni doenabwa [lit. I Must be Growing Up]
6. ↑  Burn It
7. ↑  People, 사람; Saram
8. ↑  Honsool, 혼술
9. ↑  Interlude: Set Me Free
10. ↑  Dear My Friend, 어땠을까; Eottaesseulkka [lit. What Would've It Been Like]